# Drincham
Drincham (westflämisch Drinkam) ist eine französische Gemeinde im Département Nord in der Region Hauts-de-France. Sie gehört zum Arrondissement Dunkerque und zum Kanton Grande-Synthe.

## Geografie
Die Gemeinde Drincham liegt im französischen Teil Flanderns, etwa zwölf Kilometer südlich von Dünkirchen. Sie grenzt im Norden und im Osten an Pitgam, im Süden an Eringhem und im Westen an Looberghe.

## Bevölkerungsentwicklung

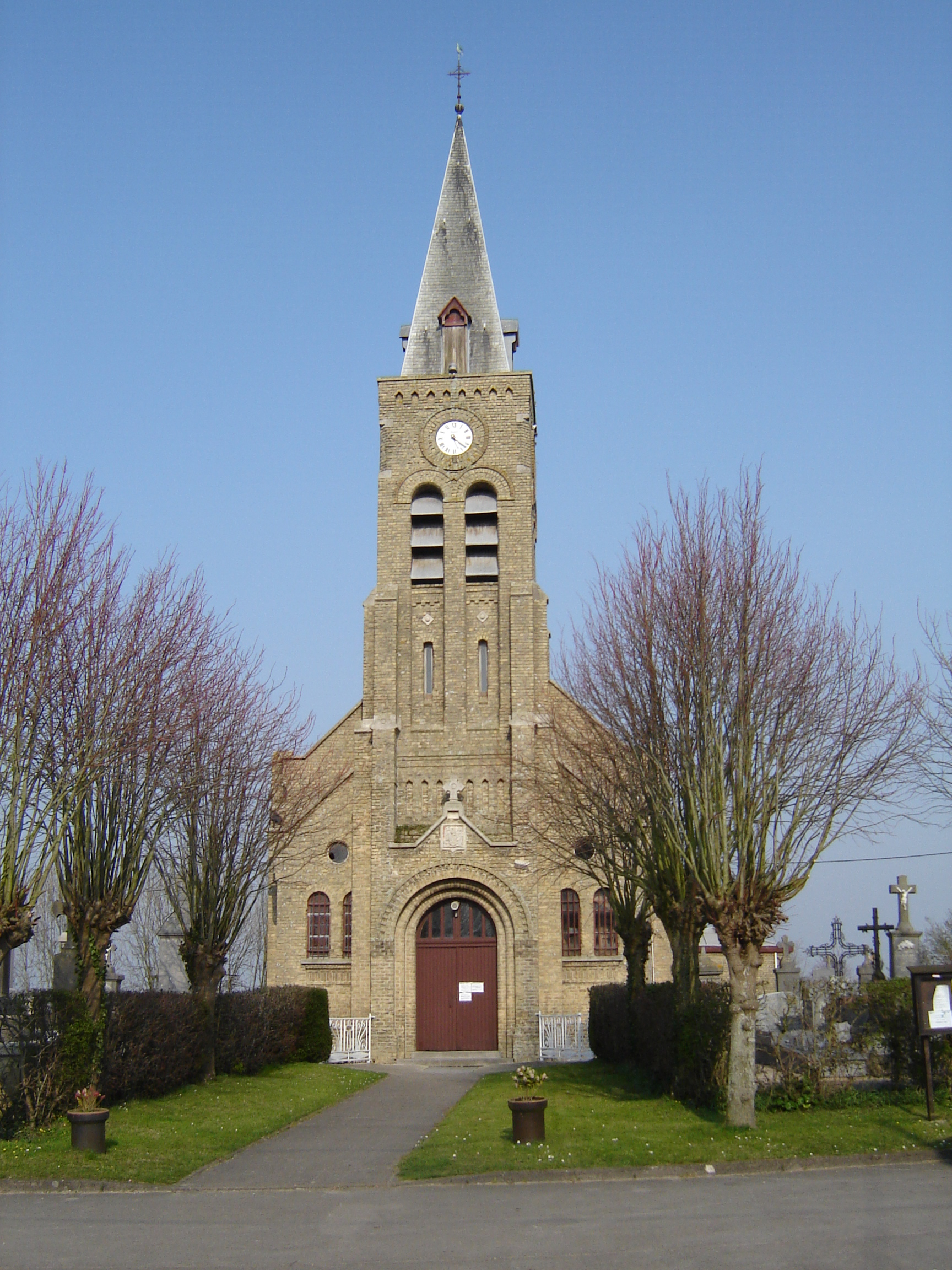
Kirche Saint-Wandrille

| Jahr                       | 1962 | 1968 | 1975 | 1982 | 1990 | 1999 | 2008 | 2013 | 2020 |
| Einwohner                  | 184  | 185  | 156  | 196  | 221  | 210  | 274  | 249  | 274  |
| Quellen: Cassini und INSEE |      |      |      |      |      |      |      |      |      |